# Bernard Gayé
Pas d'image ? Cliquez ici

a Compétitions nationales et continentales officielles uniquement.

b Matchs officiels uniquement.
Bernard Gayé, né le 23 mai 1958 à Cavaillon, est un joueur de rugby à XIII dans les années 1970 et 1980 évoluant au poste d'arrière dans les années 1970 et 1980.
Formé à Cavaillon avec lequel il fait ses premiers pas en Championnat de France lors de la saison 1975-1976, il rejoint ensuite le club de Roanne à la fin des années 1970. Il connaît en 1979 ses deux et uniques sélections en équipe de France lors d'une double confrontation victorieuse  contre la Papouasie-Nouvelle-Guinée avec son coéquipier roannais José Giné. En 1980, il rejoint le club de Perpignan le XIII Catalan avec lequel il remporte le titre Championnat de France en 1982 aux côtés de Guy Delaunay, Ivan Grésèque, Jean-Jacques Cologni et Guy Laforgue. Il quitte Perpignan juste après le titre pour le club de Carpentras.

## Biographie
Formé à Cavaillon, Bernard Gayé connaît de nombreuses convocations dans les équipes de France cadet, junior et espoirs, avant d'arriver au haut niveau.
Au cours de sa carrière, il joue tout d'abord avec le club de Roanne, puis rejoint durant deux saisons le club de Perpignan du XIII Catalan avec lequel il décroche un titre de Championnat de France en 1982. Il revient dans sa région natale en 1982 en s'engageant avec Carpentras avec lequel il remporte le titre de Championnat de France de 2e division en 1983.

## Palmarès
- Collectif :
  - Vainqueur du Championnat de France : 1982 (XIII Catalan).
  - Vainqueur du Championnat de France de 2e division : 1983 (Carpentras).
  - Finaliste du Championnat de France : 1981 (XIII Catalan).
  - Finaliste de la Coupe de France : 1981 (XIII Catalan).

### En sélection

#### Détails en sélection
| 1. | 14 octobre 1979 | Papouasie-Nouvelle-Guinée | 16-9 | Test-match | Arrière | - | - | - | - |
| 1. | 28 octobre 1979 | Papouasie-Nouvelle-Guinée | 15-2 | Test-match | Arrière | - | - | - | - |